# Pape Diakhaté
Pour les articles homonymes, voir Diakhaté.
Pape Malickou Diakhaté est un ancien footballeur international sénégalais né le 21 juin 1984 à Dakar. Il évoluait au poste de défenseur. Après sa retraite sportive, il devient entraîneur.
Après des débuts à l'US Ouakam, il rejoint l'AS Nancy-Lorraine puis évolue au Dynamo Kiev, à l'AS Saint-Étienne, à l'Olympique lyonnais et au Grenade CF.
Il compte, entre 2005 et 2012, 39 sélections pour aucun but inscrit en sélection sénégalaise.

## Biographie
Pape Diakhaté commence le football au sein du club sénégalais de l'Entente Sportive Ouakam, il est repéré par l'AS Nancy-Lorraine à l'âge de 16 ans. Il commence sa carrière professionnelle lors de la saison 2001-2002 en raison de l'absence de nombreux joueurs blessés et est titularisé à trois reprises.
Lors de la saison suivante, deux graves blessures l'éloignent des terrains pendant de longs mois,. Mais il réalise une belle saison 2004-2005 et est considéré comme un des meilleurs défenseurs de Ligue 2. France Football le retient alors dans l'équipe type de la saison. Progressivement, le joueur devient un pilier de l'AS Nancy Lorraine avec Sébastien Puygrenier, les deux joueurs formant alors une des meilleures défense centrale de L1.
En juillet 2007, Pape Diakhaté est transféré en Ukraine au Dynamo Kiev pour sept millions d'euros avec lequel il dispute la Ligue des champions.
Le Sénégalais rejoint AS Saint-Étienne, en janvier 2010 sous forme de prêt avec option d'achat. Son premier match avec les Stéphanois se termine par une défaite deux buts à trois au stade Geoffroy-Guichard face à l'Olympique de Marseille en huitièmes de finale de la Coupe de la Ligue. Il inscrit son premier but avec les Verts face au RC Lens. Malgré une bonne moitié de saison et un désir de rester dans le Forez, Pape Diakhaté ne reste pas à Saint-Étienne à cause de l'option d'achat trop élevée pour l'ASSE qui s'élève à huit millions d'euros.
La saison suivante, il obtient un nouveau contrat sous forme de prêt à l'Olympique lyonnais, club rival des Stéphanois. Celui-ci est valable jusqu'en juin 2011 et possède une option d'achat de six millions d'euros. Son salaire mensuel est de 120 000 euros. Il y joue son premier match le 11 septembre 2010 face à Valenciennes FC.
Le 8 janvier 2011 Pape Diakhaté inscrit son premier but avec L'OL face au SM Caen d'une « Madjer », qui qualifie les Gones pour les seizièmes de finale de la Coupe de France (score final 1-0). Il perd peu à peu sa place de titulaire au profil de Dejan Lovren qui le devance[réf. nécessaire]. Il revient en fin de championnat à la suite de la suspension du Croate[réf. nécessaire]. À la fin du championnat, les dirigeants lyonnais ne lèvent pas l'option d'achat exigée par le Dynamo Kiev de l'ordre de six millions d'euros, ce qui implique son retour en Ukraine[réf. nécessaire].
En août 2011, Pape Diakhaté est vendu par le Dynamo Kiev au club espagnol de Grenade CF. Pape Diakhaté s'engage alors pour cinq ans avec son nouveau club. Il dispute 46 rencontres avec le club espagnol avant d'être prêté en février 2014 au club turc du Kayseri Erciyesspor. En janvier 2015, il s'engage avec un autre club turc le Kayserispor. 
Au début de 2015, il est libéré de son contrat par le club turc. Il s'entraine quelque temps avec les pros de l'AS Nancy Lorraine, avant de terminer sa carrière de joueur en 2017-2018 au FC Lunéville club de CFA 2.
La saison suivante, à 34 ans, Pape choisit de revêtir le costume de coach : il entraine l'AMS du Haut-De-Lièvre, club de quartier nancéien en Régional 3 lors de la saison 2018-2019, puis l'US Vandoeuvre en Régional 1 depuis la saison 2019-2020.
Par ailleurs, depuis septembre 2019, il est consultant dans l'émission 100% Ligue 1 tous les vendredis soir sur VL MÉDIA.
En juin 2021, après un an de formation au CNF Clairefontaine, il est diplômé du DESJEPS mention football.
En octobre 2023, il reprend l’équipe fanion du FCOSK06 en National 3 et remplace Amar Ferdjani.

## Statistiques

### En club
| Saison                | Club                       | Championnat           | Championnat | Championnat | Coupe nationale | Coupe nationale | Coupe de la Ligue | Coupe de la Ligue | Supercoupe | Supercoupe | Compétition(s) continentale(s) | Compétition(s) continentale(s) | Compétition(s) continentale(s) | Total | Total |
| Saison                | Club                       | Division              | M.          | B.          | M.              | B.              | M.                | B.                | M.         | B.         | Comp.                          | M.                             | B.                             | M.    | B.    |
| 2001-2002             | AS Nancy-Lorraine          | Division 2            | 4           | 0           | -               | -               | -                 | -                 | -          | -          | -                              | -                              | -                              | 4     | 0     |
| 2002-2003             | AS Nancy-Lorraine          | Ligue 2               | 25          | 0           | 2               | 0               | 2                 | 0                 | -          | -          | -                              | -                              | -                              | 29    | 0     |
| 2003-2004             | AS Nancy-Lorraine          | Ligue 2               | 17          | 0           | -               | -               | 1                 | 0                 | -          | -          | -                              | -                              | -                              | 18    | 0     |
| 2004-2005             | AS Nancy-Lorraine          | Ligue 2               | 29          | 1           | 2               | 0               | -                 | -                 | -          | -          | -                              | -                              | -                              | 31    | 1     |
| 2005-2006             | AS Nancy-Lorraine          | Ligue 1               | 33          | 2           | -               | -               | 3                 | 0                 | -          | -          | -                              | -                              | -                              | 36    | 2     |
| 2006-2007             | AS Nancy-Lorraine          | Ligue 1               | 33          | 0           | 1               | 0               | 2                 | 0                 | -          | -          | C3                             | 8                              | 0                              | 44    | 0     |
| 2007-2008             | Dynamo Kiev                | Vyshcha Liha          | 16          | 0           | 3               | 0               | -                 | -                 | -          | -          | C1                             | 4                              | 0                              | 23    | 0     |
| 2008-2009             | Dynamo Kiev                | Premier League        | 13          | 1           | -               | -               | -                 | -                 | 1          | 0          | C1                             | 10                             | 0                              | 24    | 1     |
| 2009-2010             | Dynamo Kiev                | Premier League        | 2           | 0           | 1               | 0               | -                 | -                 | -          | -          | -                              | -                              | -                              | 3     | 0     |
| 2009-2010             | AS Saint-Étienne (prêt)    | Ligue 1               | 18          | 1           | 4               | 0               | 1                 | 0                 | -          | -          | -                              | -                              | -                              | 23    | 1     |
| 2010-2011             | Olympique lyonnais (prêt)  | Ligue 1               | 24          | 1           | 1               | 1               | 1                 | 0                 | -          | -          | C1                             | 6                              | 0                              | 32    | 2     |
| 2011-2012             | Dynamo Kiev                | Premier League        | 6           | 0           | -               | -               | -                 | -                 | 1          | 1          | C1                             | 2                              | 0                              | 9     | 1     |
| 2011-2012             | Grenade CF                 | Liga                  | 11          | 0           | 1               | 0               | -                 | -                 | -          | -          | -                              | -                              | -                              | 12    | 0     |
| 2012-2013             | Grenade CF                 | Liga                  | 18          | 0           | 1               | 0               | -                 | -                 | -          | -          | -                              | -                              | -                              | 19    | 0     |
| 2013-2014             | Grenade CF                 | Liga                  | 14          | 0           | 1               | 0               | -                 | -                 | -          | -          | -                              | -                              | -                              | 15    | 0     |
| 2013-2014             | Kayseri Erciyesspor (prêt) | Süper Lig             | 13          | 0           | -               | -               | -                 | -                 | -          | -          | -                              | -                              | -                              | 13    | 0     |
| 2014-2015             | Kayseri Erciyesspor        | Süper Lig             | 7           | 0           | -               | -               | -                 | -                 | -          | -          | -                              | -                              | -                              | 7     | 0     |
| 2015-2016             | AS Nancy-Lorraine          | Ligue 2               | 5           | 0           | -               | -               | -                 | -                 | -          | -          | -                              | -                              | -                              | 5     | 0     |
| Total sur la carrière | Total sur la carrière      | Total sur la carrière | 288         | 6           | 17              | 1               | 10                | 0                 | 2          | 1          | -                              | 30                             | 0                              | 347   | 8     |

### En sélection nationale
Pape Diakhaté est régulièrement titulaire dans l'équipe nationale du Sénégal, et il compte à ce jour 39 sélections.
| Année | Sélections | Buts |
| ----- | ---------- | ---- |
| 2005  | 4          | 0    |
| 2006  | 10         | 0    |
| 2007  | 3          | 0    |
| 2008  | 7          | 0    |
| 2009  | 3          | 0    |
| 2010  | 6          | 0    |
| 2011  | 4          | 0    |
| 2012  | 2          | 0    |
| Total | 39         | 0    |

## Palmarès
- Champion d'Ukraine en 2009 avec le Dynamo Kiev.
- Vainqueur de la Supercoupe d'Ukraine en 2011 avec le Dynamo Kiev.
- Vainqueur de la Coupe de la Ligue en 2006 avec l’AS Nancy-Lorraine.
- Champion de France de L2 en 2005 et 2016 avec l'AS Nancy-Lorraine.